# Vojenská zpravodajská služba (Slovensko)
Vojenská zpravodajská služba (slovensky Vojenská spravodajská služba, ve zkratce VSS) je speciální zpravodajská služba, která plní úlohy zpravodajského zabezpečení obrany Slovenské republiky (SR) v působnosti ministerstva obrany SR v rozsahu stanoveném zákonem Národní rady SR č. 198/1994 Sb. o Vojenském zpravodajství, ve znění pozdějších předpisů, a statusu Vojenského zpravodajství.

## Rozsah činnosti
Získává, soustřeďuje a vyhodnocuje informace o aktivitách, které vznikají v zahraničí a směřují proti suverenitě, svrchovanosti, územní celistvosti a obranyschopnosti SR, získává, soustřeďuje a vyhodnocuje informace:
- důležité pro zabezpečení obrany SR
- o činnosti ohrožující ústavní zřízení, svrchovanost, územní celistvost a obranyschopnost SR
- o aktivitách cizích zpravodajských služeb
- o terorismu
- o skutečnostech umožňujících vážně ohrozit nebo poškodit vojensko-hospodářské zájmy SR
- o ohrožení či úniku údajů obsahujících utajované skutečnosti

V rozsahu své působnosti se VSS podílí na plnění dalších úkolů, zejména úkolů ozbrojených sil SR, úkolů na poli ochrany utajovaných skutečností a úkolů vyplývajících z mezinárodních smluv a dohod
Úkoly VSS plní příslušníci VSS, kteří jsou ve služebním poměru k ozbrojeným silám SR.